# Beidseitiger Druck
Der beidseitige Druck (englisch duplex printing) ist ein Verfahren zum Bedrucken von Vorder- und Rückseite von Papier. Es wird von vielen Druckern und Multifunktionsgeräten unterstützt. Aufgrund der englischen Bezeichnung wird das Verfahren auch Duplexdruck genannt, dies kann jedoch zu Verwechslung mit dem ebenfalls Duplexdruck genannten Zweifarbdruck führen. Mittels beidseitigem Druck können Papierressourcen und Druckkosten reduziert werden. Zu unterscheiden sind hierbei das automatische Drucken mit einer Duplexeinheit und Drucken durch manuelles Wenden des Papiers.
Bei kleineren Heim- und Bürogeräten erfolgt der automatische beidseitige Druck, indem das Papier nach Bedrucken der Vorderseite im Gerät gewendet und anschließend die Rückseite bedruckt wird. Einige größere Druckgeräte, die über zwei Druckwerke verfügen, bedrucken gleichzeitig Vorder- und Rückseite, ohne das Papier zwischendurch wenden zu müssen.
Beim manuellen beidseitigen Druck veranlasst der Druckertreiber, dass zuerst alle Vorderseiten des Druckauftrages gedruckt werden, der Nutzer dann das Papier aus dem Papierausgabefach entnimmt, je nach Lage der Papierzuführung gegebenenfalls wendet und erneut in das Papiereingabefach legt, damit daraufhin alle Rückseiten bedruckt werden können.
Die richtige Seitenrandeinstellung auf Vor- und Rückseite – zum Beispiel für einen breiteren Heftrand (siehe Heftung) am linken oder oberen Papierende – wird beim beidseitigen Drucken beachtet. Analog zum beidseitigen Druck gibt es auch den beidseitigen Scan (siehe: Automatischer Vorlagenwechsler).

## Tintenstrahldrucker
Einige Tintenstrahldrucker drucken beim beidseitigen Druck – anders als beim einseitigen Druck – von schwarz-weißen Vorlagen (wie zum Beispiel typischen Textdokumenten) neben Schwarztinte auch mit farbiger Tinte. Das Druckbild wirkt dann heller als beim einseitigen Bedrucken, und die Tintenkosten pro gedruckter Seite können deutlich steigen.